# Елизавета Датская (1485—1555)
Елизавета Датская, Норвежская и Шведская (нем. Elisabeth von Dänemark, Norwegen und Schweden; 24 июня 1485, Нюборг — 10 июня 1555, Берлин) — принцесса Датская, в замужестве курфюрстина Бранденбурга. Дочь короля Дании, Норвегии и Швеции Иоганна I и его супруги королевы Кристины Саксонской.

## Биография
10 апреля 1502 года в Штендале Елизавета вышла замуж за курфюрста Бранденбурга Иоахима I. У них родилось пятеро детей. 
В 1523 году Елизавета заинтересовалась учением Лютера, за что её супруг, ярый противник Реформации, угрожал ей тюрьмой. 
В 1527 году она публично приняла протестанское причастие и бежала в марте 1528 года в Торгау к своему дяде по материнской линии, курфюрсту Иоганну Саксонскому и проживала при его дворе до 1535 года, где испытывала жестокую нужду. Положение Елизаветы улучшилось лишь после смерти её супруга в 1535 году, когда её сыновья Иоахим и Иоганн назначили ей приличную ежегодную ренту. После этого она девять лет прожила в замке Лихтенбург близ Преттина, где у неё был небольшой двор. 
Лишь в 1545 году она вернулась в Бранденбургскую марку и проживала в Шпандау, принимая активное участие в церковном движении.

## Потомки
- Иоахим (1505—1571), курфюрст Бранденбурга в 1535—1571 годах;
- Анна (1507—1567), замужем за Альбрехтом VII Мекленбургским;
- Елизавета (1510—1558), замужем за герцогом Эрихом Брауншвейг-Люнебургским
- Маргарита (ок. 1511—1577), замужем за Георгом I Померанским, затем за Иоганном IV Ангальт-Цербстским
- Иоганн (1513—1571), маркграф Бранденбург-Кюстрина в 1536—1571 годах.